# Tutóia (kommun)
Tutóia är en kommun i Brasilien.   Den ligger i delstaten Maranhão, i den nordöstra delen av landet, 1 600 km norr om huvudstaden Brasília. Antalet invånare är 52 711.
Följande samhällen finns i Tutóia:
- Tutóia

Omgivningarna runt Tutóia är huvudsakligen savann. Runt Tutóia är det glesbefolkat, med 18 invånare per kvadratkilometer.